# 7114 Weinek
7114 Weinek (1986 WN7) là một tiểu hành tinh vành đai chính được phát hiện ngày 29 tháng 11 năm 1986 bởi A. Mrkos ở đài thiên văn Klet.